# 845 Naëma
845 Naëma (mednarodno ime je tudi 845 Naëma ) je  majhen asteroid tipa C (po razvrščanju SMASS) v glavnem asteroidnem pasu.
Pripada družini asteroidov Naëma. Po njem je družina tudi dobila ime.

## Odkritje
Asteroid je odkril Max Wolf (1863 – 1932) 16. november 1916.. 
Izvor imena ni znan.

## Lastnosti
Asteroid Naëma obkroži Sonce v 4,330 letih. Njegova tirnica ima izsrednost 0,183, nagnjena pa je za 1,296° proti ekliptiki. Njegov premer je 72,95 km, okrog svoje osi pa se zavrti v 30,631 urah .